# Mohamed Choukri
Mohamed Choukri (Zentralatlas-Tamazight ⵎⵓⵃⵎⵎⴷ ⵛⵉⴽⵔⵉ Muḥemmed Cikri, arabisch محمد شكري, DMG Muḥammad Šukrī; * 15. Juli 1935 in Beni Chiker, Spanisch-Marokko; † 15. November 2003 in Rabat, Marokko) war ein marokkanischer Schriftsteller.

## Leben
Choukri stammte aus einer bäuerlichen Berber-Familie im Rif und zog im Alter von sieben Jahren in die nordmarokkanische Stadt Tanger, wo er sich zunächst als Kleinkrimineller durchschlug. 1956 wurde er bei einer politischen Demonstration verhaftet. Während der Zeit im Gefängnis lernte er Lesen und Schreiben. Ein Mitgefangener machte ihn auf ein Lyceum in Larache aufmerksam, das Choukri nach seiner Entlassung besuchte.
Eine Zeitlang war Choukri Arabischlehrer an einem Gymnasium in Tanger. Er betätigte sich auch als Literaturkritiker für Presse und Rundfunk (Radio Medi1 in Tanger). Seine Freundschaft zu Paul Bowles und anderen Literaten wie Jean Genet und Tennessee Williams führte zu seiner Entdeckung als Schriftsteller.
Am 15. November 2003 starb er im Militärhospital in Rabat an den Folgen von Kehlkopfkrebs.

## Wirken
Paul Bowles diktierte er seine Autobiografie al-Hubz al-Hafi („Das nackte Brot“) auf Spanisch, die zunächst auf Englisch, 1980 auf Französisch (übersetzt von Tahar Ben Jelloun) und 1982 in Marokko im Eigenverlag auf Arabisch erschien. Wegen seines schonungslosen Realismus und der Darstellung von Homosexualität wurde das arabische Werk 1983 verboten. Erst im Jahre 2000 durfte es wieder erscheinen. Das Buch wurde in insgesamt vierzig Sprachen übersetzt. Das nackte Brot zählt zu den bedeutendsten Texten der modernen arabischen Literatur. Choukri führte seine Erzählung in Zeit der Fehler fort. Auch über Jean Genet, Tennessee Williams und Paul Bowles schrieb er Bücher.
Choukris Kurzgeschichtensammlung Erzählungen aus Tanger umfasst skurrile und unberechenbare Kurzgeschichten, die in den Armenvierteln von Tanger spielen und oft Sex, Tod und Wahnsinn thematisieren. In Eine seltsame Leiche dreht sich alles um eine mysteriöse Leiche, die auf einem öffentlichen Platz landet, und die Menschen, die sich um sie versammeln. Die drei Münder erzählt von einem geisteskranken Mann, der nach einer Prügelei stirbt, was die Stimmung der Zuschauer verändert. Schahryâr und Scheherazade verwirrt mit gleichnamigen Charakteren, während Kinder sind nicht immer dumm eine heitere, aber unheimliche Geschichte über Kinder ist, die ihre Haustiere freilassen. Die Dichter und Sprechen über Fliegen ist verboten behandeln die Bedrohung und Verfolgung von Schriftstellern und Journalisten in einer repressiven Gesellschaft. Die Sammlung erschien 2024 auf Englisch.

## Werke
- Jean Genet in Tangier. Translated by Paul Bowles. New York: Ecco Press 1974, 1990 ISBN 0880012463
- Tennessee Williams in Tangier. Translated by Paul Bowles. Santa Barbara, California: Cadmus Editions 1974, 1979, ISBN 0932274013
- Das nackte Brot (OT: al-Hubz al-Hafi, 1982). Aus dem Arabischen von Georg Brunold. In: Die Andere Bibliothek, Band 23. Nördlingen: Greno 1986
  - als Piper-Taschenbuch, München 1992, ISBN 3492214193
- Zoco Chico (OT: ASs-suq ad-dakhili, 1986). Roman. Aus dem Arabischen von Mona Naggar. Berlin: Das Arabische Buch 1998, ISBN 3899301684
- Zeit der Fehler (OT: Zaman al-ahta', 1992). Roman. Aus dem Arabischen von Doris Kilias. Frankfurt am Main: Eichborn 1994, ISBN 382180274X
- Paul Bowles. Le Reclus de Tanger. Traduit de l'arabe par Mohamed El-Ghoulabzouri. Paris: Quai Voltaire 1997, ISBN 291251701X